# Путешествие в апрель
«Путешествие в апрель» — советская художественная кинокомедия, снятая режиссёром Вадимом Дербенёвым в 1962 году.

## О фильме
Премьера фильма в Москве состоялась 6 апреля 1964 года[уточнить], а выпуск на экран — 14 апреля 1963 года[уточнить].
Мультипликационные вставки для фильма были созданы Вячеславом Котёночкиным. Его первая режиссёрская работа.
В 2010 году фильм был отобран в качестве ретроспективы на Московском международном кинофестивале (ММКФ).

## Сюжет
Студент-журналист Костика едет на речном теплоходе в село Нижние Лазурены для прохождения практики. Оказавшись в селе, по дороге к председателю колхоза он встречает девушку по имени Мариуца, в которую тут же влюбляется. В кабинете отсутствующего председателя знакомится с Ефимом, с которым они вместе отправляются искать председателя. По пути Костика узнаёт о том, что девушка, которую он только что встретил, это дочь Ефима.
Узнав от председателя, что попал не в то село, Костика отвергает предложение остаться на практику в Верхних Лазуренах, после чего помогает мальчику Савке, потерявшему деньги, купить футбольную экипировку для всего школьного класса, в результате чего у него самого не остаётся денег, чтобы купить себе билет до Нижних Лазурен. С трудом ему удаётся отправить телеграмму с просьбой выслать денег, и таким образом Костика остался в Верхних Лазуренах.
На вечере танцев Костика вновь встречает Мариуцу, танцует с ней, нечаянно целует в щёку. Девушка уходит, а Костика получает в руки от одного из местных парней свой чемодан с надписью «бей стилягу!», сделанной мелом. После неудачной попытки устроиться на ночь в сельскую гостиницу, Костика сначала любуется звёздным небом и отражением звёзд в реке, а затем забирается в чей-то хлев и ночует там.
Утром, в поисках еды Костика заходит на незнакомый огород, где встречает Савку, который в благодарность за помощь с футбольной экипировкой щедро накормил его тем, что было в погребе: хлебом, брынзой, вином и другими яствами. Затем Савка отвёл опьяневшего Костику домой и уложил спать. Кровать мальчика оказалась мала Костике, и Савка разрешил ему лечь на другой кровати, у противоположной стены. Костика видит мультипликационный сон, как будто он танцует в небе с Мариуцей, а одушевлённое Солнце играет на контрабасе. Мариуца, придя домой после работы, обнаруживает спящего Костику на своей кровати, отчего тот незамедлительно просыпается.
Пришедшие домой Ефим с женой также обнаруживают гостя, которому оказываются не очень рады. Немного отобедав с семьёй Мариуцы и сделав попытку принести в дом воды из колодца, Костика узнаёт на почте, что денежного перевода по-прежнему нет. Мариуца ночью дежурит в колхозном саду, и Костика, которому вновь негде ночевать, приходит к ней. Они гуляют и беседуют до тех пор, пока в саду другие работники не начали бить тревогу и разводить костры, так как ударил мороз и яблони оказались в опасности.
Мариуце объявляют выговор, а Костику Ефим и председатель настоятельно просят удалиться из Верхних Лазурен «с первым же пароходом». Костика предлагает Мариуце уехать вместе, но та отказывается, обещая ждать писем. Влюблённые прощаются, Костика сидит у причала. Теплоход пришёл, Костика раздумал уезжать, но местные парни, с которыми у Костики был конфликт на танцах, силой заставляют его покинуть село.
На палубе Костика видит ещё один мультипликационный сон. Проснувшись посреди ночи и узнав от капитана о том, что теплоход причалит ещё нескоро, Костика совершает прыжок в реку. Выбравшись на берег, он направляется в Верхние Лазурены.

## В ролях
| Актёр                   | Роль                           |
| ----------------------- | ------------------------------ |
| Александр Збруев        | Кости́ка                        |
| Раиса Недашковская      | Мариу́ца                        |
| Трифон Грузин           | Ефим отец Мариуцы              |
| Евгений Зоценко         | Савка младший брат Мариуцы     |
| Юлиан Флоря             | ухажёр Мариуцы, местный житель |
| Владимир Васильев       | капитан речного теплохода      |
| Ион Унгуряну            | председатель колхоза           |
| Валентина Избещук       | жена Ефима, мать Мариуцы       |
| Александра Назарова     | телеграфистка                  |
| Ирина Мурзаева          | вахтёр в доме приезжих         |
| Константин Константинов | кассир в будке                 |
| Ролан Быков             | виноторговец                   |

- В эпизодах: Дмитрий Капка, Думитру Фусу, И. Танасоглу, Александр Карпов, Илие Гуцу, Кэлин Маняца, И. Разумовская, А. Пролетова и другие.

### Комментарии
1. ↑  Уточнение произношения имени: «Путешествие в апрель» на YouTube, начиная с 4:50
2. ↑  Уточнение произношения имени: «Путешествие в апрель» на YouTube, начиная с 4:50
3. ↑  Уточнение произношения имени: «Путешествие в апрель» на YouTube, начиная с 44:15
4. ↑  Уточнение произношения имени: «Путешествие в апрель» на YouTube, начиная с 44:15
5. ↑  Роль дублировал Иван Рыжов.
6. ↑  Роль дублировал Иван Рыжов.

## Съёмочная группа
- Авторы сценария — Дмитрий Василиу, Леонид Рутицкий, Аурелиу Бусуйок
- Режиссёр-постановщик — Вадим Дербенёв
- Операторы — Вадим Дербенёв, Дмитрий Моторный, Виталий Калашников
- Композитор — Эдуард Лазарев
- Художник-постановщик — Антон Матер
- Мультипликация — комбинированные съёмки:
  - Режиссёр — Вячеслав Котёночкин
  - Художники — Владимир Тарасов, Б. Федюшкин
  - Оператор — Светлана Кощеева (в титрах — С. Кащеева)
- Режиссёр — А. Матвеев
- Звукооператоры — Виталий Лаврик, Андрей Буруянэ (в титрах — А. Бурьянов)
- Режиссёр по монтажу — Лидия Жучкова
- Редактор — Александр Конунов
- Ассистент режиссёра — В. Вильский
- Оркестр Главного Управления по производству фильмов:
  - Дирижёр — Д. Штильман
- Директор фильма — А. Аксель